# 里法特·丘巴罗夫
里法特·阿卜杜拉赫曼诺维奇·丘巴罗夫（烏克蘭語：Рефат Абдурахманович Чубаров；1957年9月22日—），烏克蘭政治家、公眾人物，他是烏克蘭和世界範圍內克里米亞韃靼人民族運動的領袖。2013年起任克里米亞韃靼人民族議會主席。2009年起任克里米亞韃靼人世界大會主席。1998年至2007年、2015年至2019年期間任乌克兰最高拉达議員。